# پاتریشیا اسکاتلند
پاتریشیا اسکاتلند (انگلیسی: Patricia Scotland؛ زادهٔ ۱۹ اوت ۱۹۵۵) دیپلمات اهل بریتانیا است.
وی همچنین برندهٔ جوایزی همچون ۱۰۰ زن بی‌بی‌سی شده‌است.